# World Music Festival
Das World Music Festival (WMF) ist das weltweit größte Treffen für Harmonikainstrumente in Orchestern, Ensembles und Bands und der bedeutendste Wettbewerb für Akkordeonorchester. Es findet seit 1983 im dreijährigen Rhythmus in Innsbruck statt.

## Kategorien
Die Wettbewerbe für Akkordeonorchester werden in drei Leistungskategorien durchgeführt:
- Höchststufe
- Oberstufe 1
- Oberstufe A

Hinzu kommen Kategorien für Jugend, Schüler und Senioren.
Weitere Wettbewerbe finden statt für
- Akkordeon-Ensembles
- Kammermusik
- Mundharmonik
- Free Style

## Preisträger
Der Sieger in der Höchststufe für Akkordeonorchester wird oft auch als „Weltmeister“ bezeichnet, obwohl es diesen Titel offiziell nicht gibt. Er nimmt beim darauf folgenden Festival nicht am Wettbewerb teil, sondern führt das Galakonzert auf.
Das Festival fand bislang (Stand 2025) 14-mal statt. Im Jahr 2022 musste die Veranstaltung aufgrund der Covid-19-Pandemie abgesagt werden.
| Nr. | Jahr  | 1. Preis in der Höchststufe                                                                                | Dirigent             |
| --- | ----- | --- | -------------------- |
| 01  | 1983  | Ingolstädter Akkordeonorchester                                                                            | Bernd Maitry         |
| 02  | 1986  | Solisten-Orchester Accordeana Graz                                                                         | Ignaz Oswald         |
| 03  | 1989  | Akkordeonorchester Wiesbaden                                                                               | Dietmar Walther      |
| 04  | 1992  | Akkordeonorchester Baltmannsweiler                                                                         | Thomas Bauer         |
| 05  | 1995  | Akkordeonorchester Dietmar Walther, Wiesbaden                                                              | Jörg Mehren          |
| 06  | 1998  | Akkordeonorchester Baltmannsweiler                                                                         | Thomas Bauer         |
| 07  | 2001  | Akkordeonorchester Untergrombach                                                                           | Wolfgang Pfeffer     |
| 08  | 2004  | Nürnberger Akkordeonorchester                                                                              | Stefan Hippe         |
| 09  | 2007  | Akkordeonorchester Untergrombach                                                                           | Wolfgang Pfeffer     |
| 10  | 2010  | Nürnberger Akkordeonorchester                                                                              | Stefan Hippe         |
| 11  | 2013  | Akkordeonorchester Sonja Marinković der Academic cultural and artistic society an der Universität Novi Sad | Goran Penić          |
| 12  | 2016  | Akkordeonorchester Baltmannsweiler                                                                         | Thomas Bauer         |
| 13  | 02019 | Hohner-Akkordeon-Orchester Reilingen und Akkordeon im Quadrat des HHV 1934 Rheingold Mannheim              | Johannes Grebencikov |
| 14  | 2025  | Nürnberger Akkordeonorchester                                                                              | Stefan Hippe         |